# Milan Luhový
Milan Luhový (ur. 1 stycznia 1963 w Rużomberku) – były słowacki piłkarz grający na pozycji napastnika. Rozegrał 31 meczów dla reprezentacji Czechosłowacji i strzelił 7 bramek.
Dzisiaj pracuje jako ekspert piłkarski i komentator dla portalu idnes.cz i czeskiej gazety Mladá fronta Dnes.

## Kariera klubowa
Pierwszym profesjonalnym klubem piłkarza był Gumárne Púchov. Następnie w 1981 roku przeszedł do pierwszoligowego Slovana Bratysława. W sezonie 1981/1982 rozegrał 15 meczów, zdobywając 7 bramek. W 1982 roku wraz z klubem zdobył puchar Czechosłowacji, puchar Słowacji i w 1983 po raz drugi puchar Słowacji. W ciągu tych dwóch sezonów rozegrał 60 meczów, trafiając tylko 15 razy do bramki. Po 3 sezonach w Bratysławie Słowak przeniósł się do Dukli Praga. W sezonie 1985/86 jego klub dotarł do półfinału Pucharu Zdobywców Pucharu, w którym przegrał z kijowskim Dynamem W sezonie 1987/88 w 30 meczach trafiał 24 razy do siatki, co dało mu tytuł króla strzelców ligi. Następny sezon był równie udany dla piłkarza i z 24 bramkami na koncie po 29 meczach po raz drugi z rzędu został królem strzelców ligi. Po tym, gdy w 1990 roku drużyna zdobyła puchar Czechosłowacji, piłkarz przeniósł się do hiszpańskiego Sportingu Gijón, w którym rozegrał 3 sezony, występując w 65 meczach i strzelając 23 gole. Następnie rozpoczął grę we francuskim AS Saint-Étienne. We Francji wystąpił 15 razy, strzelając dwa gole. Następnym klubem Słowaka był grecki PAOK FC. W Salonikach grał niecałe dwa sezony, występując w 42 meczach i strzelając 16 bramek. W dalszej części sezonu 94/95 piłkarz przeniósł się do pierwszoligowego, belgijskiego Sint-Truidense VV, którego trenerem był Barry Hulshoff. W tym klubie piłkarz wystąpił 8 razy i strzelił 2 bramki. W Belgii, w wieku 32 lat, gracz zakończył swoją profesjonalną karierę piłkarską.

## Kariera reprezentacyjna
W reprezentacji Czechosłowacji grał od 1982. Występował na Mistrzostwach Świata w 1990. 10 czerwca podczas meczu z USA na mistrzostwach piłkarz wszedł na boisko w 76 minucie a w 90 strzelił 5 gola dla reprezentacji (mecz wygrany 5-1). W sumie w reprezentacji rozegrał 31 spotkań i strzelił 7 bramek.

## Osiągnięcia

### Klubowe
- Puchar Czechosłowacji (3) - 1982 (Slovan Bratysława), 1985, 1990 (Dukla Praga)
- Puchar Słowacji (2) - 1982, 1983 (Slovan Bratysława)
- Półfinał Pucharu Zdobywców Pucharów - 1985 (Dukla Praga)

### Indywidualne
- Król strzelców ligi czechosłowackiej (2) - 1988, 1989 (Dukla Praga)